# Euproctis melaleuca
Euproctis melaleuca är en fjärilsart som beskrevs av Holland 1893. Euproctis melaleuca ingår i släktet Euproctis och familjen tofsspinnare. Inga underarter finns listade i Catalogue of Life.